# Cyathosternum prehensile
Cyathosternum prehensile är en insektsart som beskrevs av Bolívar, I. 1882. Cyathosternum prehensile ingår i släktet Cyathosternum och familjen gräshoppor. Inga underarter finns listade i Catalogue of Life.